# Château Ganne
Ne doit pas être confondu avec Château de Gannes.
Pour les articles homonymes, voir Ganne.
Le château Ganne est un ancien château fort des XIe et XIIe siècles dont les vestiges se dressent sur le territoire de la commune française de La Pommeraye, dans le département département du Calvados, en région Normandie. Acquis par le conseil général du Calvados en 2003, le château Ganne fait l'objet de fouilles archéologiques et fait partie d'un projet d'étude pluridisciplinaire mené par le conseil général.
Le nom de château Ganne lui a été attribué au XVIIIe siècle. Il portait auparavant le nom de château de la Pommeraye.

## Localisation
Les vestiges du château sont situées sur les anciennes terres du château de La Pommeraye, dans le département français du Calvados. Il est localisé au sein d'une région accidentée surnommée la Suisse normande.

## Toponymie
De nombreux châteaux, notamment en Normandie, portent le nom de Ganne. Ce serait le surnom du père de Ganelon qui causa la mort de Roland à Roncevaux en trahissant Charlemagne.

## Historique
Le château est possession des seigneurs de La Pommeraye jusqu'au milieu du XIIe siècle. En 1167, les chanoines de l'abbaye du Val se voient confier la chapelle castrale par Henri II de la Pommeraye. En 1180, le château lui est confisqué pour des raisons inconnues par le roi d'Angleterre et duc de Normandie Henri II Plantagenêt. La famille en reprend possession au début du XIIIe siècle. À la mort de Goscelin III de La Pommeraye en 1219, le château est transmis à un neveu, de la famille de Fontaine, et non à son fils Henri. La famille de Fontaine en est encore détentrice au début du XIVe siècle. Le château change par la suite, à de nombreuses reprises, de propriétaire.
Le château est aménagé en parc romantique à la fin du XIXe siècle. De cette époque naît la légende qui veut que le château aurait été celui de Ganelon. La tempête de fin décembre 1999 a dévasté les bois qui entouraient les ruines du château.
De 2004 à 2011, Anne-Marie Flambard Héricher y conduit des fouilles archéologiques.

## Description
Le château se compose de trois enclos successifs de plus en plus défendus : une première basse-cour, une deuxième basse-cour, la haute-cour. L'ensemble du dispositif défensif, constitué dans son premier état de la pente naturelle, de fossés et de remparts de terre élevés avec les terres extraites et couronnés de palissades de bois, s'étend sur 350 m de long et 80 à 100 m de large.

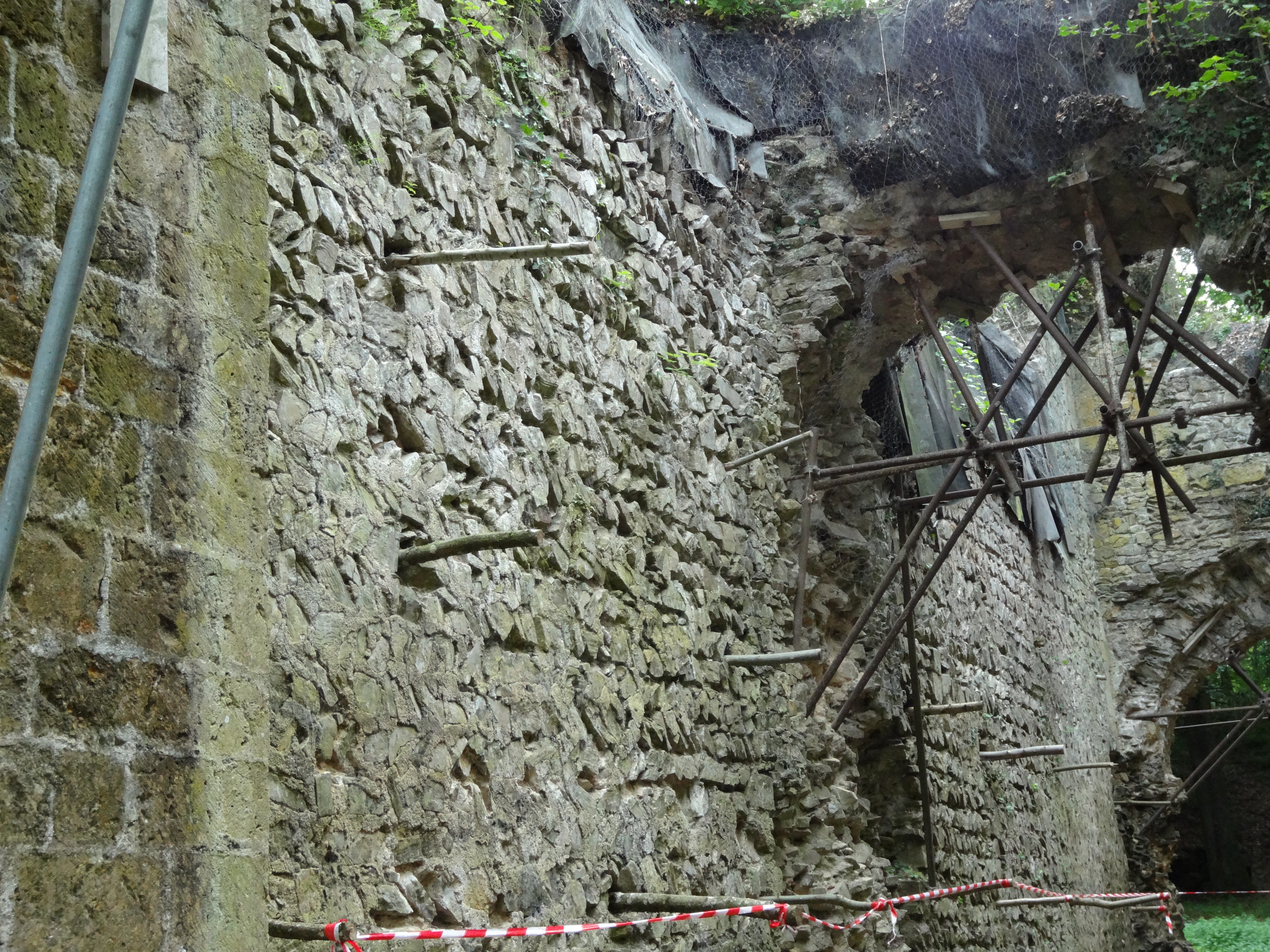
Le mur sud de la tour et le porche en appareil en arête-de-poisson.

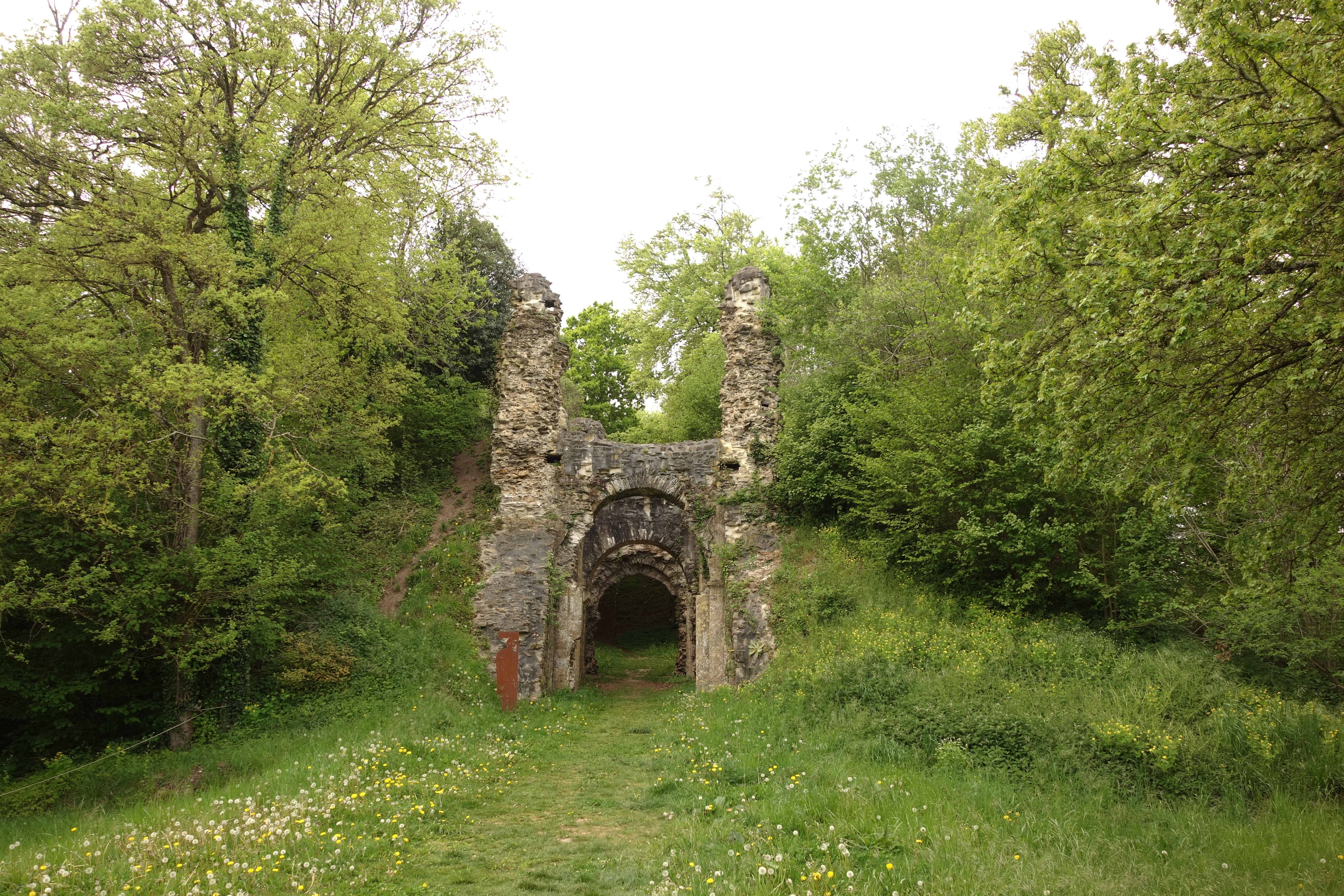
La tour porche du château Ganne à l'intérieur de la haute-cour (2022).

La première basse-cour, d'une superficie de 8 000 m2, est ceinturée d'un talus et d'un fossé. Plusieurs chemins se rejoignent dans cette zone avant d'arriver à la porte donnant sur la deuxième basse-cour. Celle-ci mesure 100 m de long sur 25 à 40 m de large. Un rempart de terre, mais aussi un fossé entre les deux basses-cours, en assurent la défense. Une courtine maçonnée fut construite lors de la dernière phase d'occupation. Dans cette partie du site, les fouilles archéologiques ont révélé la présence d'un puits, d'un bâtiment résidentiel, d'un bâtiment domestique, d'une chapelle. Le premier édifice fut construit au XIIe siècle en grès schisteux, le calcaire étant réservé aux piédroits des portes. Une volonté ostentatoire se perçoit par la présence de colonnettes encadrant les ouvertures et, à l'étage, de fenêtres munies de vitres, une rareté à l'époque. Ces éléments indiquent qu'il pourrait s'agir d'une salle d'apparat servant à accueillir les hôtes. Un escalier de bois devait permettre l'accès à l'étage, lequel est séparé du rez-de-chaussée par un plancher de bois. Le bâtiment domestique est construit en grès schisteux à la fin du Xe siècle. Il contient un four à pain. Différentes activités domestiques semblent y avoir été menées. Dans un second temps, le puits, jusque-là d'accès libre, est couvert et rattaché à l'édifice par un couloir de pierre. Le bâtiment de pierre fut précédé au début du Xe siècle par une cabane en bois et par appentis à claire-voie abritant un foyer. La première mention de la chapelle date de 1167. Comme pour le bâtiment résidentiel, le calcaire est employé pour souligner des lignes de force de l'architecture. Des vitrages étaient disposés aux fenêtres et les murs recouverts de peintures murales à figures géométriques et peut-être aussi figuratives très colorées. Des pierres sculptées réemployées d'un bâtiment du XIe siècle ornaient les murs. Des fonts baptismaux et des banquettes sont rajoutés à la fin du XIIIe siècle.
La deuxième basse-cour est séparée de la haute-cour, dernier réduit du château par un fossé de 4,5 m de profondeur pour 12,5 m de large. Un pont avec une partie mobile devait le traverser devant la tour-porche. Cette tour présente des piédroits en calcaire et quelques maçonneries de grès schisteux en arête-de-poisson. Un large passage voûté à sa base permettait le passage de charrettes. La haute-cour, ovale, est longue de 65 m et large de 45 m. Un mur de pierre en faisait le tour. Cette partie du site n'avait pas encore fait l'objet de fouilles en 2008.

## Protection
Les vestiges du château, visibles et non visibles, sont inscrits au titre des monuments historiques par arrêté du 25 septembre 2000. Le site est racheté par le conseil départemental du Calvados en 2003 et les abords du château sont classés espaces naturels sensibles.